# Iridoviridae
Famille
Genres de rang inférieur
- Alphairidovirinae :
  - Lymphocystivirus
  - Megalocytivirus
  - Ranavirus
- Betairidovirinae :
  - Chloriridovirus
  - Daphniairidovirus
  - Decapodiridovirus
  - Iridovirus

Les Iridoviridae sont une famille de virus à ADN qui cause des nécroses hématopoïétiques épizootiques. Ces virus touchent tous les vertébrés mais principalement les animaux aquatiques poïkilothermes comme les poissons, les amphibiens. Ce virus fait partie des maladies émergentes, tous les écosystèmes ne sont pas concernés, mais le virus s'étend si bien que des mesures prophylactiques sont prises. Ces virus entrainent des taux de mortalité extrêmement importants lorsque l'épidémie se déclenche.
On pense que certains d'entre eux sont responsables ou coresponsables de taux de mortalité extrêmement élevé et localisé d'amphibiens comme sur une espèce de salamandre en 1995-1996 la plaçant en danger d'extinction. En 1998, des iridovirus ont provoqué la mort de salamandre tigrée et de Rana sylvatica en Saskatchewan et de Salamandres tigrées au Manitoba. Les mortalités massives d'huîtres portugaises, observées en France, de 1967 à 1973, ont été associées à la présence de virus apparentés aux Iridoviridae.
La recherche sur ces virus est stimulée par les menaces qu'il fait peser sur les amphibiens. Le déplacement de spécimens d'amphibiens ou de poissons, même à titre conservatoire devient donc dangereux.
Il semble également que des scientifiques américains de l'université du Montana ai mis en lumière le rôle de ces virus dans le cadre de la disparition des abeilles au moins sur le territoire américain. Il semble néanmoins que ce virus n'en serait pas la seule cause.

## Description
Le génome des iridoviridae est contenu sur une molécule d'ADN double brin linéaire de 150 000 à 280 000 nucléotides. Ce génome est contenu dans une capside non enveloppée à structure symétrique isocaédrique qui mesure de 130 à 180 nm de long.

## Taxonomie
Le nom de cette famille dérive du nom de la déesse grecque Iris. Cette famille recoupe les genres :
- Alphairidovirinae :
  - Lymphocystivirus, qui infectent des poissons téléostéens ;
  - Megalocytivirus, qui touchent certains poissons d'élevage ;
  - Ranavirus, qui infectent des amphibiens.
- Betairidovirinae :
  - Chloriridovirus ;
  - Daphniairidovirus ;
  - Decapodiridovirus ;
  - Iridovirus ;  qui infectent des arthropodes dont les moustiques

## Phylogénie
L'arbre phylogénétique des Iridoviridae est le suivant :
|  | \| \| Ranavirus \| \| \| \| \| \| Lymphocystivirus \| \| \| \| |
|  |                                                                |
|  | Megalocytivirus                                                |
|  |                                                                |
|  | Ranavirus                                                      |
|  |                                                                |
|  | Lymphocystivirus                                               |
|  |                                                                |

|  | Ranavirus        |
|  |                  |
|  | Lymphocystivirus |
|  |                  |

|  | \| \| Ranavirus \| \| \| \| \| \| Lymphocystivirus \| \| \| \| |
|  |                                                                |
|  | Megalocytivirus                                                |
|  |                                                                |
|  | Ranavirus                                                      |
|  |                                                                |
|  | Lymphocystivirus                                               |
|  |                                                                |

|  | Ranavirus        |
|  |                  |
|  | Lymphocystivirus |
|  |                  |